# Яханов Андрій Вікторович
Андрій Вікторович Яханов (рос. Андрей Викторович Яханов; 23 липня 1973, м. Уфа, СРСР) — російський хокеїст, захисник. 
Виступав за: «Салават Юлаєв» (Уфа), «Провіденс Брюїнс» (АХЛ), «Шарлотт Чекерс» (ECHL), «Торпедо» (Ярославль), «Нафтохімік» (Нижньокамськ), «Лада» (Тольятті), «Торос» (Нефтекамськ), «Спартак» (Москва), «Витязь» (Чехов), «Зауралля» (Курган), Прогрес (Глазов).
У складі національної збірної Росії учасник чемпіонату світу 1999 (6 матчів, 0+0). У складі молодіжної збірної Росії учасник чемпіонату світу 1993.
Досягнення
- Бронзовий призер МХЛ (1996)
- Бронзовий призер чемпіонату Росії (1997).